# Церковь Святого Трифона Печенгского
Церковь Святого Трифона Печенгского (фин. Pyhittäjä Trifon Petsamolaisen kirkko) — православный храм Оулуской митрополии Константинопольского патриархата, расположенный в посёлке Севеттиярви, в Финляндии.

## История
В связи с переселением в 1949 году в Севеттиярви 51 человека сколтов из отошедшего по итогам Второй мировой войны к Советскому Союзу Печенгского района, в 1951 году в посёлке была построена православная часовня в честь святого Трифона Печенгского.
В 1992 году по проекту архитектора Уле Готтлебена (Ole Albert Gottleben) часовня была перестроена в деревянный православный храм с сохранением прежнего посвящения в честь преподобного Трифона Печенгского. Рядом с церковью расположен приходской дом и православное кладбище.